# Qarmates
 (mars 2025).
Si vous disposez d'ouvrages ou d'articles de référence ou si vous connaissez des sites web de qualité traitant du thème abordé ici, merci de compléter l'article en donnant les références utiles à sa vérifiabilité et en les liant à la section « Notes et références ».
En pratique : Quelles sources sont attendues ? Comment ajouter mes sources ?
 (avril 2023).
Les Qarmates ou (rarement) Karmates (al-qarāmiṭa القرامطة) sont un courant dissident du chiisme ismaélien refusant de reconnaître le fatimide Ubayd Allah al-Mahdî comme imam, actifs surtout au Xe siècle en Irak, Syrie, Palestine et dans la région de Bahreïn où ils fondèrent un État (~903-1077) aux prétentions égalitaires - mais néanmoins esclavagiste -, qui contrôla pendant un siècle la côte d’Oman. Il y eut des Qarmates dans toutes les régions atteintes par les missions ismaélites : Yémen, Sind, Khorassan, Transoxiane. Ils entreprirent contre les Abbassides, puis contre les Fatimides, des excursions militaires (dont le sac de la Mecque et Médine en 930) qui leur valurent une réputation de guerriers cruels et sanguinaires.
L’ismaélisme des Qarmates, probablement influencé par le mazdakisme, se distingue par son messianisme, son millénarisme et le radicalisme de sa contestation de l’inégalité sociale entre les hommes libres et de l’ordre religieux exotérique. Louis Massignon voit dans la propagande qarmate la source première du thème des trois imposteurs. Le terme de Qarmate a été appliqué avec une connotation péjorative à l’ensemble des ismaéliens par certains auteurs opposés à ce courant.

## Naissance
Hamdan Qarmat Ibn al-Ach'ath (Hamdān Qarmaṭ al-aša`ṯ حمدان قرمط بن الاشعث), de qui le mouvement tire son nom, était un ismaélien originaire de Koufa (???- entre 891 et 906) dans l’actuel Irak. Le surnom « Qarmat » pourrait venir du terme karmitha (ou karmutha), « villageois », propre à la région et est peut-être d’origine non-arabe. L’interprétation arabophone le rapproche du verbe qarmata « marcher avec des pas rapprochés » ; il a aussi été envisagé qu’il pourrait s’agir d’un surnom araméen (« jambes courtes » ou « yeux rouges »). Selon la tradition, il aurait été un laboureur révolté contre les injustices sociales de l’empire abbasside, converti à l’ismaélisme en 874 par le dai (missionnaire) Hussain al-Ahwazi
À la mort de ce dernier, il reprend sa mission avec pour assistants son beau-frère Abdan bin al-Rabit, qui rédigera leurs premiers textes, et Zikrawayh bin Muhrawayh (زكرويه بن مهروي). Il prêche avec un succès certain dans la région de Koufa. Entre 886 et 894, il envoie Abû sa`yid al-Jannabi (???-913) en mission vers le Yémen et Bahreïn, futur siège de l’État qarmate. Communiquant avec le centre du mouvement ismaélien uniquement par lettres, et du fait de la culture du secret entretenue par la crainte de la répression abbasside, c'est vers 890 seulement qu’il a connaissance des prétentions d’al-Mahdi à l’imâmat, qu’il refuse d’accepter.
Il disparaît peu après lors d’un voyage vers Kalwadha près de Bagdad dont il ne revient pas. Son beau-frère Abdan est assassiné en 899 à l’instigation de Zikrawayh qui feint un temps la fidélité au premier des Fatimides, avant de prendre contre lui la tête des troupes qarmates.

## Irak et Syrie
Après la mort d’Abdan, son neveu Isa bin Musa prend la tête des troupes ; il sera défait par le général abbasside Harun bin Gharib. Zikrawayh prend alors le pouvoir et envoie ses trois fils Yahya, Hussain et Ali en Syrie où ils s’emparent de Homs, Alep et Hama, et marchent en 902 vers Salamyeh près de Hama où réside al-Mahdî, qui s’échappe. Ils font le sac de la ville, massacrant 1500 hôtes du calife. Les forces abbassides viennent à la rescousse ; Yahya et Ali meurent au combat et Hussain est exécuté à Bagdad. Zikrawayh marche alors sur Koufa et prend Bassorah. Il conçoit le projet de se déployer entre ces deux villes en vue d’intercepter les caravanes revenant du pèlerinage de La Mecque. Les premières parviennent à s’échapper, mais les villages qui les avaient aidées sont détruits. Les suivantes sont prises, et les rares témoins restants racontent l’attaque. Averties du danger, les dernières caravanes décident d'attendre l’aide des troupes abbassides. Les Qarmates bouchent alors les puits, puis massacrent les voyageurs assoiffés ; 20 000 personnes environ seraient mortes. Une partie du trésor des Toulounides, qui avait été confié à ces caravanes dans l'espoir qu'il serait en sûreté, tombe entre leurs mains. En 907, Zikrawayh menace Bagdad. Al-Muktafi envoie contre lui le général turc Wasifà à la tête d’une grande armée. Après deux jours de combat, le chef qarmate est pris et meurt de ses blessures au cours du voyage vers Bagdad ; la foule de la ville salue avec satisfaction l'arrivée de son cadavre. Son armée est poursuivie en Syrie et détruite par Al-Husayn ben Hamdan. Ainsi prennent fin les premières guerres des Qarmates en Syrie et en Irak. D’autres expéditions en provenance de Bahreïn seront entreprises à la fin du Xe siècle.
Outre Zikrawayh, un autre meneur appelé « l’homme à la chamelle » attaqua Damas et fut tué pendant l’assaut. Son frère, Hussain, sema la terreur dans une partie de la Syrie et fut exécuté par les abbassides en 904.

## Bahreïn
Al-Hasan bin Bahram al-Jannabi ou Abû sa`yid al-Jannabi (???-913), né à Jannaba sur la côte de Fars, formé par Abdan, est envoyé entre 886 et 894 au Yémen et dans la province de Bahreïn s’étendant le long de la côte occidentale du golfe Persique depuis Bassorah jusqu’aux îles Awal (actuel Bahreïn), englobant le Koweït, Qatif et le Qatar. Soutenu par le clan de Rabi d’Abdul Qafs, il capture l’oasis de Qatif et arrive en 900 à Hajar (al-Hassa), siège du gouverneur abbasside. Après avoir repoussé les armées du calife, il prend enfin l’oasis en 903 et y installe son quartier général. Al-Hassa devient capitale de l’État qarmate en 926. Abu Said est tué en 913 ; son fils Abul Kassim règne trois ans avant d’être assassiné par son jeune frère Abû Tâhir Sulaymân (907-944) en 916 lors d’une révolte.

### Brève alliance avec les fatimides du Maghreb

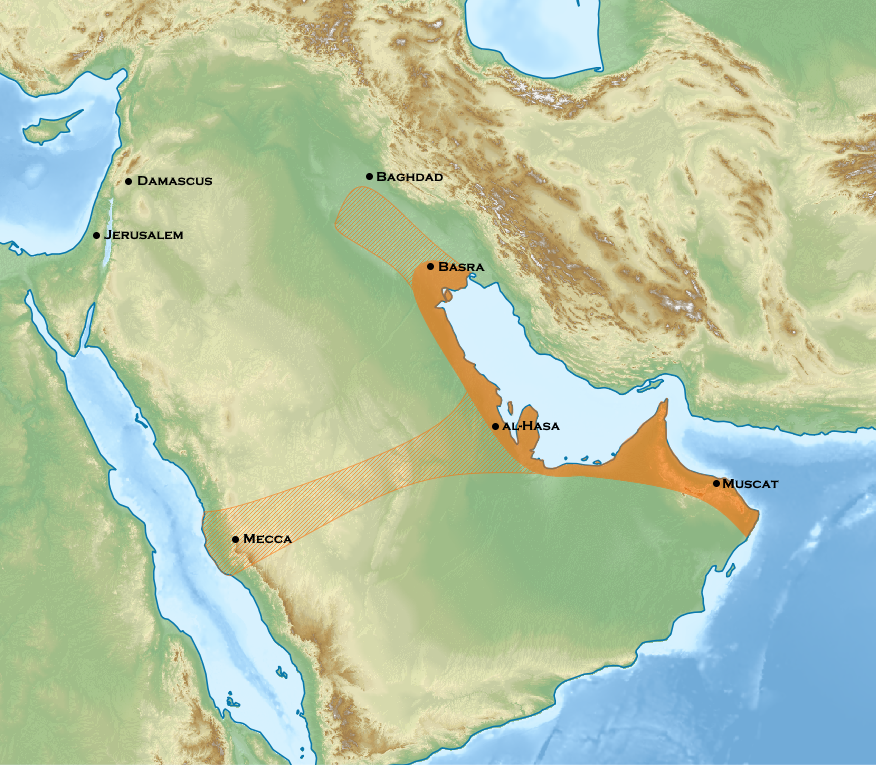
La République carmate sous Abû Tâhir Sulaymân.

Abu Tahir entreprend une correspondance diplomatique avec les Fatimides du Maghreb ; une d’alliance militaire est conclue contre les Abbassides. Néanmoins, lorsque Al-Qâ'im, fils d’al-Mahdi, attaque l’Égypte, Abu Tahir n’a pas le temps de faire arriver son armée, et les Fatimides obtiennent la victoire par leurs propres moyens, mettant fin à l’alliance. Abu Tahir se voit reprocher de ne pas avoir honoré sa part du contrat. Cet incident contribue à éloigner des Fatimides les Qarmates, qui prennent par la suite le parti des Abbassides si nécessaire.

### Sac de la Mecque
En 930, les Qarmates arrivent dans le Hedjaz et s'emparent de La Mecque, où ils massacrent la population et qu'ils pillent dix-sept jours durant. La source Zamzam est remplie de cadavres, la Pierre noire volée et emportée à Hajar, où, selon Nasir Khusraw, elle est simplement entreposée. En 941, l’émir de Bagdad offre pour elle une récompense de 50 000 dinars. Elle est finalement rendue en 950 ou 951 par Abu Mansur Ahmad, après avoir été exposée dans une mosquée de Koufa pour inspection. Certaines traditions prétendent que c’est au cours de cet enlèvement qu’elle a été endommagée, mais d’autres attribuent ces fractures à des incendies survenus à la Kaaba.

### Conflit avec les Fatimides et déclin
Dès 939, leur puissance militaire commence à faiblir. À la mort d’Abu Tahir en 944 débute une querelle de succession accompagnée d’assassinats. La succession dynastique s’interrompt en 977. Nasir Khusrow (d. 1088), qui visita al-Hassa en 1051, relate que l’État était contrôlé par un conseil composé de six descendants d’Abu Said assistés de six vizirs, système appelé al-sada al- ru'asa.
En 968, Hasan al-A'sam, fils d’Ahmad Abu Tahir et neveu d’Abu Tahir, commandant des forces qarmates, prend Damas à Hasan bin Ubayd Allah bin Tughj, gouverneur ikhshidide de Syrie, l’obligeant à s’engager à verser un tribut en échange d'une protection militaire. Sur le chemin du retour, il attaque Ramla et revient chargé de rapines. En 970, une armée fatimide menée par Jafar bin Falah défait les troupes ikhshidides et qarmates. L’année suivante, avec l’aide du Bouyide Izz ad-Dawla Bakhtiyar (967-978) et du Hamdanide Abu Taghlib de Mossoul, Hasan al-A'sam reprend Damas et Ramla, tue Jafar bin Falah et proclame le règne abbasside sur la Syrie. En 971 puis en 974, il pénètre en Égypte, et la seconde fois arrive jusqu’aux fossés du Caire mais, trahi au dernier moment par la défection de Hasan bin Jarrah, doit se replier à Ramla où il meurt en 977.
En 978, Jawhar al-Siqilli, aux ordres d’Imam al-Aziz bat le Turc Iftagin et ses alliés qarmates près de Ramla. Ces derniers perdent la ville et leur influence sur Damas, et sont désormais réduits à une puissance locale. Ils sont ensuite battus par les Bouyides en 985 et en 988, puis par le chef des Muntafiq. À partir de 1058, des rébellions de tribus arabes d’Abdul Qays aidées par des turcomans abbassides amènent la chute de leur État en 1077, remplacé par les Uyunides d’ Abdullah bin Ali al-Uyuni.

## Dissidents religieux
Il reste bien des incertitudes sur ce que furent exactement la doctrine et les pratiques qarmates. Le groupe le mieux connu est celui de Bahreïn, grâce à des relations comme celle du philosophe persan Nasir-i Khusraw (1004-1088) sur al-Hasa, mais il en exista d’autres, qui se sont fondus dans d’autres courants ismaéliens. Selon Bernard Lewis, la communauté de Bahreïn se distinguait nettement par ses particularités.
Au dualisme gnostique et à l’ésotérisme inspiré du néoplatonisme communs à tous les courants ismaéliens, ils joignent un programme social révolutionnaire et utopiste qui prône la redistribution des terres et la mise en commun des biens, répondant aux attentes de populations souffrant de l’inégalité économique qui s’est aggravée sous les Abbassides. Ils recueillent à cet égard peut-être aussi l’héritage du mazdakisme. Les influences persanes préislamiques ont pu comprendre une composante manichéiste. Les Qarmates n'ayant pas encore vu apparaître leur imam, ils semblent avoir été dans l’attente millénariste de la conjonction de Saturne et de Jupiter liée au cycle mazdéen, qui eut lieu le 27 octobre 928. Peu après, ce fut le sac de La Mecque et ils reçurent leur mahdi en la personne d’un Perse d’Ispahan, à qui Abu Tahir aurait remis pour un temps le pouvoir. Il aurait proclamé l’abolition de la sharia et ordonné de prier tourné vers le feu plutôt que vers la Mecque. De manière générale, ils semblent être allés loin dans l’abolition des rituels, comme le montre le peu de respect d’Abu Tahir pour le hadj. Nasir-i Khusraw relate que les rites comme la prière du vendredi et les jeûnes n'étaient pas pratiqués à al-Hasa et que toutes les mosquées avaient été fermées.
Les ouvrages dans lesquels on peut trouver des informations sur les Qarmates ne sont pas toujours bien disposés à l’égard des « hérétiques » ou les confondent avec d’autres groupes. Plus tard, certains historiens européens leur ont attribué une influence sur les Assassins, voire le catharisme ou les rites de franc-maçonnerie ; d’autres en ont fait des proto-communistes. D'après Louis Massignon, l'ouvrage clandestin contre les religions officielles Traité des trois imposteurs qui jouit d'une grande popularité dans l'Europe du XVIIIe siècle aurait parmi ses sources les plus anciennes des instructions concernant la propagande envoyées au début du Xe siècle à Abu Tahir, lui expliquant comment réfuter Moïse, Jésus et Mahomet en montrant leurs contradictions.

## Dynastie qarmate de Bahreïn
1. Abû Sa`îd al-Hassan al-Jannâbî (894-913) (abū sa`īd al-jannābīy أبو سعيد الجنابي)
2. Abû al-Qâsim Sa`îd (913-923) (abū al-qāsim saʿīd ben abī saʿīd   أبو القاسم سعيد بن أبي سعيد)
3. Abû Tâhir Sulaymân (923-944) (abū ṭāhir sulaymān ben abī saʿīd أبو الطاهر سليمان بن أبي سعيد)
4. Abû Mansûr Ahmad (944-972) (abū manṣūr ben abī saʿīd أبو المنصور أحمد بن أبي سعيد)
5. Abû Ya`qûb Yûsuf (972-977) (abū yaʿqūb yūsuf أبو يعقوب يوسف)

#### Études
- (en) Farhad Daftary, « CARMATIANS », sur iranicaonline.org, Encyclopædia Iranica, 1990 (consulté le 3 avril 2023)
- Farhad Daftary (trad. de l'anglais par Zarien Jaran-Badouraly, préf. de Mohammad Ali Amir-Moezzi), Les Ismaéliens. Histoire et traditions d’une communauté musulmane, Paris, Fayard, 2003 (1re éd. 1998) (ISBN 978-2-213-61498-4)
- (en) Wilferd Madelung, « ḤAMDĀN QARMAṬ », sur iranicaonline.org, Encyclopædia Iranica, 2012 (consulté le 3 avril 2023)

- Janine Sourdel et Dominique Sourdel, Dictionnaire historique de l'islam, Paris, PUF, 1996, 1010 p. (ISBN 978-2-130-47320-6) « Qarmates », p. 687-688

#### Littérature
- Jocelyne Laâbi, Hérétiques, Paris, La Différence, 2013, 363 p.  (ISBN 978-2-729-12029-0) — Roman restituant l'utopie qarmate.